# فريتز فون شولتس
كان فريتز فون شولز (9 ديسمبر 1896 - 28 يوليو 1944) عضوًا رفيع المستوى في فافن إس إس خلال الحرب العالمية الثانية وحاصل على وسام الفارس الصليبي الحديدي مع أوراق البلوط والسيوف من ألمانيا النازية.

## مسار وظيفي
وُلد فريتز فون شولز عام 1896 وخدم في الحرب العالمية الأولى في الجيش الهنغاري النمساوي في عام 1914. خرجت من الجيش في عام 1919، وكان شولز عضوا في القوات شبه العسكرية فرايكوربس منذ عام 1921. انضم إلى الفرع النمساوي من الحزب النازي (NSDAP) في عام 1932 (عضوية رقم. 1304071)، ومن ثم إلى كتيبة العاصفة الفرع النمساوي. بعد تورطه في أعمال عنف في الشوارع، فر شولز إلى ألمانيا النازية في أواخر عام 1933 لتجنب الاعتقال. انضم إلى شوتزشتافل في عام 1937 (رقم 135638)، خدم في فيلق إس إس النمساوي.
بدأ شولتز الحرب العالمية الثانية كقائد كتيبة في فرقة إس إس-دير فوهرر، وشارك في الحملة الغربية لعام 1940 وتولى لاحقًا قيادة فوج إس إس نوردلاند، التي أصبحت في عام 1941 جزءًا من بانزر فيكينج إس إس الخامس الجديدة. تم إرفاقه بمجموعة الجيوش الجنوبية، واستولى التشكيل على ترنوبل في غاليسيا في أواخر يونيو 1941. في أوائل عام 1943، تولى قيادة لواء المشاة إس إس الأول، الملحق بمجموعة الجيوش الوسطى، ثم لواء المشاة إس إس الثاني المكون من مجندين لاتفيين معظمهم تحت قيادة مجموعة الجيوش الشمالية. في 20 أبريل، تم تعيين شولز قائداً لفرقة قوات الأمن الخاصة الجديدة نوردلاند. سرعان ما تم نقل الفرقة إلى كرواتيا حيث شهدت تحركات ضد الثوار اليوغوسلاف.
في يناير 1944، تم نقل الفرقة إلى جبهة Oranienbaum بالقرب من لينينغراد وملحق بفيلق إس إس بانزر III التابع لمجموعة الجيوش الشمالية. تراجعت الفرقة إلى نارفا وشاركت في معركة نارفا.
حصل شولتس على وسام الفارس الصليبي الحديدي مع اوراق البلوط في 12 مارس 1944. في أواخر يوليو، بعد إطلاق عملية بارباروسا السوفياتية وانهيار مجموعة الجيوش الوسطى، تراجع الفيلق إلى خلف نهر نارفا. في 27 يوليو 1944، أصيب شولتس في قصف مدفعي وتوفي في اليوم التالي. حصل بعد وفاته على وسام الفارس الصليبي الحديدي مع السيوف في 8 أغسطس 1944.

## جوائز
- الدرجة الثانية (الصليب الحديدي مايو من الدرجة الثانية) (17 مايو 1940) والدرجة الأولى [3]
- الصليب الألماني الذهبي في 22 نوفمبر 1941 في منصب إس إس - شتاندارتن فوهرر في إس إس-فوج«نورلاند» [4]
- وسام الفارس الصليبي الحديدي مع أوراق البلوط والسيوف
  - وسام الفارس الصليبي الحديدي في 18 يناير 1942 بصفته في منصب إس إس- أوبرفورر وقائد إس إس-فوج«نورلاند» [2] [5]
  - 423 وسام الفارس الصليبي الحديدي مع أوراق البلوط في 12 مارس 1944 في منصب إس إس- بريغيجاديه فوهرر لافن-SS وقائد 11. إس إس-Freiwilligen-بانزرجرينادير-فرقة«نورلاند»
  - 85 وسام الفارس الصليبي الحديدي مع السيوف في 8 أغسطس 1944 (بعد وفاته) في منصب إس إس- جروبنفهرر من فافن إس إس وقائد 11. إس إس-بانزرجرينادير-فرقة«نورلاند»

### اقتباسات
1. 1 2 3  Dienstaltersliste der Schutzstaffel der NSDAP, Stand vom 1. Dezember 1936 (بالألمانية), 1. Dezember 1936, OCLC:6792109, QID:Q63098423 {{استشهاد}}: تحقق من التاريخ في: |publication-date= (help)
2. 1 2  Scherzer 2007, p. 681.
3. ↑  Thomas 1998, p. 282.
4. ↑  Patzwall & Scherzer 2001, p. 421.
5. ↑  Fellgiebel 2000, p. 387.